# Cràter (escultor)
Cràter (en llatí Craterus, en grec antic Κρατερός "Kraterós") era un escultor que va viure al segle i.
Se sap que va fer estàtues juntament a un altre escultor de nom Pitòdor, que van ser molt admirades al seu temps, i que decoraven els palaus dels cèsars al Palatí (palatinas domos Caesarum), segons diu Plini el Vell a la Naturalis Historia. Això el situa sens dubte a l'època dels primers emperadors romans.